# Puracé (gemeente)
Puracé is een gemeente in het Colombiaanse departement Cauca. De gemeente telt 14.923 inwoners (2005).

## Vulkaan
In de gemeente Puracé ligt ook de gelijknamige vulkaan: de Puracé.
Almaguer · Argelia · Balboa · Bolívar · Buenos Aires · Cajibío · Caldono · Caloto · Corinto · El Tambo · Florencia · Guachené · Guapi · Inzá · Jambaló · La Sierra · La Vega · López · Mercaderes · Miranda · Morales · Padilla · Páez · Patía · Piamonte · Piendamó · Popayán · Puerto Tejada · Puracé · Rosas · San Sebastián · Santander de Quilichao · Santa Rosa · Silvia · Sotará · Suárez · Sucre · Timbío · Timbiquí · Toribio · Totoró · Villa Rica